# El Rosario, Colombia
El Rosario är en ort i Colombia.   Den ligger i departementet Nariño, i den sydvästra delen av landet, 500 km sydväst om huvudstaden Bogotá. El Rosario ligger 1 611 meter över havet och antalet invånare är 2 607.
Terrängen runt El Rosario är kuperad österut, men västerut är den bergig. Runt El Rosario är det ganska tätbefolkat, med 192 invånare per kvadratkilometer. Närmaste större samhälle är Mercaderes, 19,5 km öster om El Rosario. Omgivningarna runt El Rosario är huvudsakligen savann.